# Comuna Vintilă Vodă, Buzău
Vintilă Vodă este o comună în județul Buzău, Muntenia, România, formată din satele Bodinești, Coca-Antimirești, Coca-Niculești, Niculești, Petrăchești, Podu Muncii, Sârbești, Smeești și Vintilă Vodă (reședința).

## Așezare
Comuna se află în partea de nord-est a Subcarpaților Buzăului, zona de trecere de la deal la munte, înălțimile depășesc 650 m. Este situată la poalele de sud ale Dealului Bisoca și cele de nord ale dealului Bocu, pe cursul superior al râul Slănic. Ea este străbătută de șoseaua județeană DJ203K care o leagă de Buzău coborând spre sud pe Valea Slănicului și pe malul stâng al Buzăului până la Mărăcineni, iar spre nord, către comunele Mânzălești și Gura Teghii. În satul Niculești, din acest drum se ramifică șoseaua județeană DJ204C care duce către Bisoca și mai departe în județul Vrancea către Jitia. În satul Podu Muncii, DJ203K se intersectează cu DJ203A care străbate comunele Mărgăritești, Murgești și face legătura cu municipiul Râmnicu Sărat.

## Demografie
Componența etnică a comunei Vintilă Vodă
     Români (92,52%)
     Alte etnii (0%)
     Necunoscută (7,48%)
Componența confesională a comunei Vintilă Vodă
     Ortodocși (88,27%)
     Alte religii (0,28%)
     Necunoscută (11,46%)
Conform recensământului efectuat în 2021, populația comunei Vintilă Vodă se ridică la 2.540 de locuitori, în scădere față de recensământul anterior din 2011, când fuseseră înregistrați 3.131 de locuitori. Majoritatea locuitorilor sunt români (92,52%), iar pentru 7,48% nu se cunoaște apartenența etnică. Din punct de vedere confesional, majoritatea locuitorilor sunt ortodocși (88,27%), iar pentru 11,46% nu se cunoaște apartenența confesională.

## Politică și administrație
Comuna Vintilă Vodă este administrată de un primar și un consiliu local compus din 11 consilieri. Primarul, Constantin Petcu[*], de la Partidul Social Democrat, este în funcție din 2000. Începând cu alegerile locale din 2024, consiliul local are următoarea componență pe partide politice:
|  | Partid                          | Consilieri | Componența Consiliului | Componența Consiliului | Componența Consiliului | Componența Consiliului | Componența Consiliului | Componența Consiliului | Componența Consiliului |
|  | ------------------------------- | ---------- | ---------------------- | ---------------------- | ---------------------- | ---------------------- | ---------------------- | ---------------------- | ---------------------- |
|  | Partidul Social Democrat        | 7          |                        |                        |                        |                        |                        |                        |                        |
|  | Partidul Național Liberal       | 2          |                        |                        |                        |                        |                        |                        |                        |
|  | Alianța pentru Unirea Românilor | 1          |                        |                        |                        |                        |                        |                        |                        |
|  | Partidul Mișcarea Populară      | 1          |                        |                        |                        |                        |                        |                        |                        |

## Istorie
În această comună se află ruinele fostei mănăstiri Ot-Menedec, zidită la 1532 și care a fost chiar reședință episcopală a episcopilor ortodocși buzoieni în perioada distrugerilor succesive ale Buzăului. În 1748, în timpul episcopului Metodie, mănăstirea a fost rezidită pe un nou amplasament din apropiere; după încă un secol, ajunsese din nou o ruină și în 1846, a fost rezidită de episcopul Chesarie. După secularizarea averilor mănăstirești, ea a fost desființată și transformată în biserică de mir, care funcționează și astăzi.
În 1902 comuna acoperea aproximativ aceeași zonă ca și astăzi; ea era arondată plaiului Slănic din județul Buzău, și era formată din cătunele Bodinești, Fundul-Papii, Gura-Papii, Izvorul-Boului, Lunca, Scheiul, Sârbești, Zmeești și Vintilă Vodă, cu o populație totală de 1600 de locuitori. În 1925, cu aceleași sate în componență și în aceeași plasă Slănic, comuna Vintilă Vodă avea 2310 locuitori.
În 1950 comuna a fost inclusă în raionul Cărpiniștea (ulterior Beceni) din regiunea Buzău și apoi (după 1952) în raionul Buzău din regiunea Ploiești. Din 1968, comuna are ca sate componente: Bodinești, Coca-Antimirești, Coca-Niculești, Niculești, Petrăchești, Podu Muncii, Sârbești, Smeești și reședința Vintilă Vodă. Atunci, ea a fost transferată județului Buzău, reînființat; s-a înființat satul Coca-Niculești; și s-au desființat satele Izvoru (fost Izvoru-Boului, inclus în Sârbești); și satele Poenița (fost Fundu Papii), Plopii (fost Gura Papii), Lunca și Scheiu (toate patru incluse în Vintilă Vodă).

## Monumente istorice

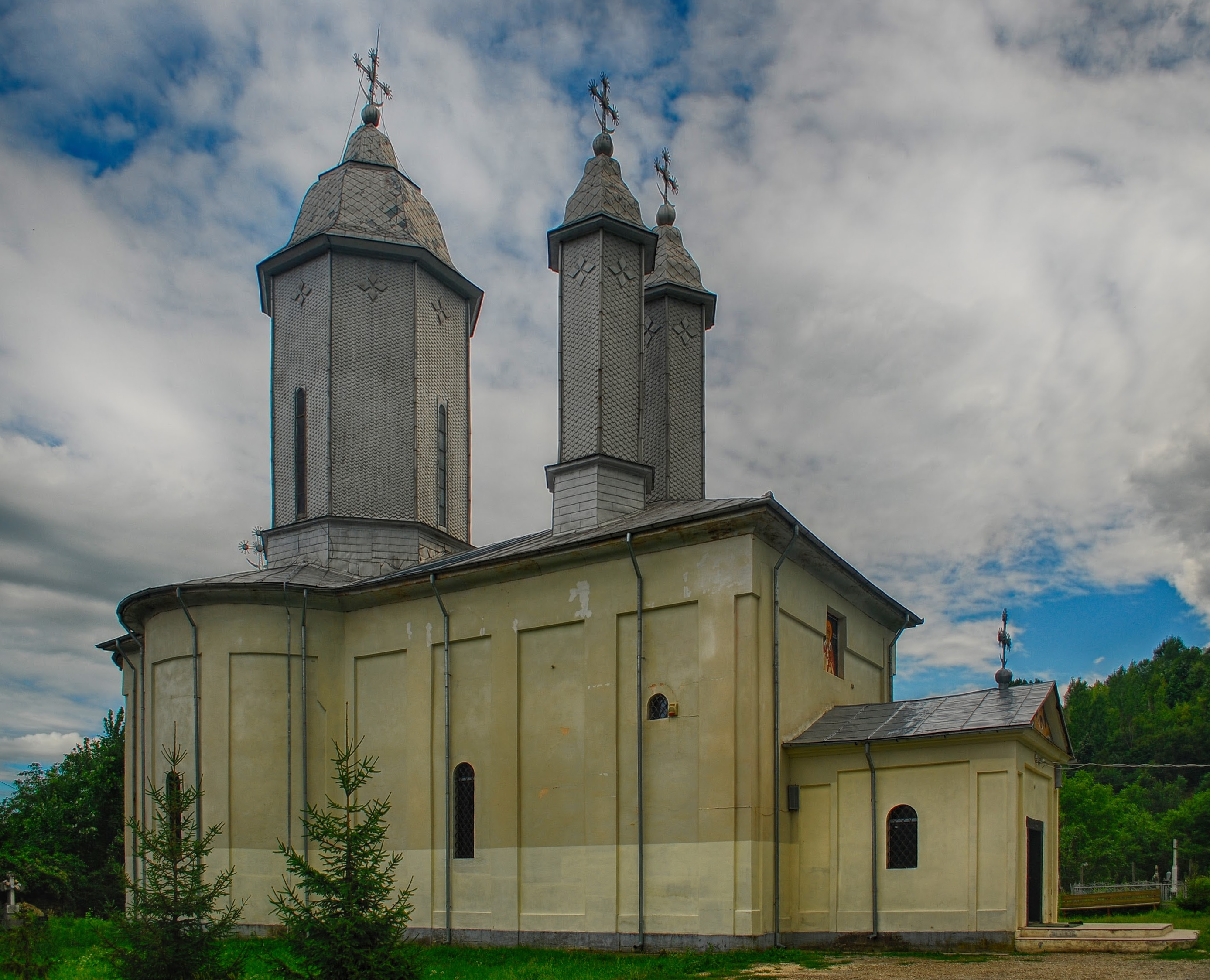
Biserica „Sfântul Nicolae” a fostei mănăstiri Vintilă Vodă, monument istoric

Cinci obiective din comuna Vintilă Vodă sunt incluse pe lista monumentelor istorice din județul Buzău ca monumente de interes local, toate ca monumente de arhitectură. În satul Coca-Antimirești se găsește biserica „Înălțarea Domnului”, construită în 1804, cu clopotnița. Biserica de lemn „Sfântul Dumitru” datând din secolul al XIX-lea se găsește la Petrăchești. În satul de reședință se află ruinele mănăstirii lui Vlad al VII-lea Vintilă (1532); casa Ștefan Mușat (1900); și fosta mănăstire Vintilă Vodă din cătunul Răghinari, datând din secolele al XVIII-lea–al XIX-lea și cuprinzând biserica „Sfântul Nicolae”, ruinele casei parohiale, clopotnița și o incintă fortificată.

## Personalități născute aici
- Daniela Șontică (n. 1970), jurnalistă, poetă, membră a Uniunii Scriitorilor din România.